# Секвенциальное замыкание
Секвенциальная замкнутость — более слабое свойство, чем топологическая замкнутость.
Если множество топологически замкнуто, то оно и секвенциально замкнуто, но не наоборот.

## Сходимость по топологии
Пусть {\displaystyle (X,{\tau })} — топологическое пространство. Говорят что {\displaystyle \{x_{n}\}}
сходится по топологии {\displaystyle {\tau }} к {\displaystyle x\in X}, если {\displaystyle \forall } окрестности {\displaystyle U(x)\exists N\forall n>N:x_{n}\in U(x)} и обозначают {\displaystyle x_{n}{\stackrel {\tau }{\longrightarrow }}x}.

## Секвенциальная точка прикосновения
Пусть {\displaystyle (X,{\tau })} — топологическое пространство. Точка {\displaystyle x\in X} называется секвенциальной точкой прикосновения множества {\displaystyle S\subset X}, если существует последовательность {\displaystyle \{x_{n}\}\subset S}, такая что {\displaystyle x_{n}{\stackrel {\tau }{\longrightarrow }}x}.

## Секвенциальная замкнутость
Множество {\displaystyle S\in X} называется секвенциально замкнутым если любая его секвенциальная точка прикосновения принадлежит ему.

## Секвенциальное замыкание
Множество всех секвенциальных точек прикосновения {\displaystyle X} называется его секвенциальным замыканием.